# Henric Isak Davidson
Henric Isak Davidson, född 2 juni 1823 i Norrköping, död 18 februari 1895 i Stockholm, var en svensk affärsman och kommunalpolitiker.

## Biografi
Davidsson var son till klädesfabrikanten och handlanden i Norrköping Isak Davidson och yngre bror till Wilhelm Davidson. Han kom 1836 till Stockholm där han hade anställning i en butik tillhörig Lesser Meyerson, som senare kom att bli hans svärfar. 1843 återflyttade han till Norrköping där han öppnade en egen affärsrörelse. 1845 vistades Davidson i Stockholm och 1846 i Göteborg och erhöll 1848 plats som handelslärling. Från 1849 kallar han sig bokhållare, 1850 handelsbetjänt och 1852 handelsbokhållare. 1853 överlät svärfadern en av honom driven sidenfabrik och grosshandelsfirman L. Meyerson på Davison tillsammans med Josef Elliot med bibehållet firmanamn. Från 1863 inträdde även Lesser Meyersons son Herman Meyerson i firman. Davidson var 1859-1868 dansk vicekonsul i Stockholm och blev 1861 ledamot av direktionen för Stockholms stads hypotekskassa. Han var även från 1862 ledamot av byggnadsstyrelsen för Frans Schartaus praktiska handelsinstitut och av dess styrelse 1865-1879. Davidson var även ledamot av Stockholms stadsfullmäktige 1863-1869 där han hade uppdrag som ledamot av drätselnämnden 1863-1867 och av beredningsutskottet 1864-1868.
Då Skandinaviska Kreditaktiebolaget bildades 1864 blev Davidson ledamot av dess styrelse och upplät året därpå grosshandelsfirman L. Meyersons kontor på Stora Nygatan 5 till firmans Stockholmskontor, samtidigt som han själv blev VD för kontoret, en post han sedan innehade fram till sin död. Davidson var även ledamot av Stockholms handels- och sjöfartsnämnd 1866-1895 (som fondbörskommitterad 1871-1895), en av föreståndarna för mosaiska församlingen i Stockholm och ordförande bland föreståndarna från 1881. Han var dansk generalkonsul i Stockholm 1869-1895, ledamot av styrelsen för Försäkrings AB Skandia 1870-1890 och av styrelsen för AB Gustafsbergs fabriksintressenter från 1875, var skattmästare i sextonde allmänna lantbruksmötet i Stockholms styrelse 1886, ledamot av styrelsen för Sala silfververks AB 1884-1894 och av styrelsen för Oxelösund-Flen-Västmanlands järnvägs AB från 1892, från 1893 som vice ordförande.
Davidson var hedersledamot av Samfundet för nordiska musikens befrämjande, blev riddare av Vasaorden 1863 (kommendör av första klass 1881), riddare av Dannebrogorden (kommendör av 2:a klass 1890), riddare av Sankt Olavs orden 1864, riddare av Nordstjärneorden 1872